# Vestas
 (juillet 2024).
Vestas Wind Systems A/S, communément appelée Vestas, est une entreprise danoise fabricant d'éoliennes. Elle est cotée à la bourse de Copenhague sous la référence VWS.CO. Vestas a installé plus de 59 909 machines à travers le monde (82 GW) et a réalisé en 2017 un chiffre d'affaires de presque 10 milliards d'euros.

## Histoire
En 2004, Vestas rachète son plus grand concurrent danois NEG Micon.
Avec un chiffre d'affaires de 3,583 milliards d'euros en 2005, Vestas possède 28 % des parts de marché en 2005. Ses principaux concurrents sont alors l'espagnol Gamesa avec 18,1 % de part de marché mondial, l'allemand Enercon avec 15,8 % en 2004 et l'américain General Electric Wind avec 11,3 %.
En 2007, l'entreprise fournissait 20,3 % du marché des aérogénérateurs (pour 58 % seulement de ses revenus dans la zone Euro). En 2008, le marché éolien semble échapper à la crise, grâce notamment à la sortie de la pénurie de composants éoliens.
En juin 2012, Vestas Manufacturing A/S absorbe quatre entités : Vestas Blades Denmark, Vestas Nacelles Denmark, Vestas Tower Denmark et Vestas Constrol Systems Denmark. L'entreprise par de multiples acquisitions connait une sérieuse crise en 2012, la menant au bord de la cessation des paiements.
En septembre 2013, Vesta annonce une coentreprise à 50/50 dans les éoliennes offshores avec Mitsubishi Heavy Industries, qui signe en 2015 un contrat avec DONG Energy pour équiper un projet de 330 MW en mer d'Irlande.
En mai 2019, l’électricien français EDF Renouvelables passe une commande de 249 MW d’éoliennes V120-2,2 MW destinée au parc éolien de Las Majadas au Texas[réf. souhaitée].
À la fin de 2008, environ 20 500 personnes travaillaient pour l'entreprise.
En Allemagne, l'entreprise est localisée à Husum et Lauchhammer (fabrication des pales). À la fin de l'année 2005, Vestas employait 10 618 personnes dans 24 pays, dont le Danemark, la France, l'Allemagne, la Suède, l'Angleterre, l'Italie, le Japon, les États-Unis et l'Australie. Elle employait 16 000 personnes en 2013, dont un peu plus de 230 en France.

## Activité en France
Vestas France est basée à Pérols, dans l'Hérault depuis 2002. En 2015 et depuis 5 ans, Vestas est la première en part de marché de ventes d'éoliennes avec 30 % du marché, et la première en parc installé, 24 % des éoliennes en France étant construites par Vestas, représentant une puissance installée de 1073 MW.
En 2017, elle réalise un chiffre d'affaires de 572 673 000 €, dégageant un résultat de 1 204 800 € avec un effectif moyen annuel de 371 salariés.

## Recherche et développement
Pour conserver son avance, l'entreprise augmente en 2008 la capacité de plusieurs de ses usines existantes. Elle a également ouvert deux nouvelles usines, aux États-Unis (Colorado) et en Espagne (Galice), ainsi que le plus grand centre de R&D du Danemark.

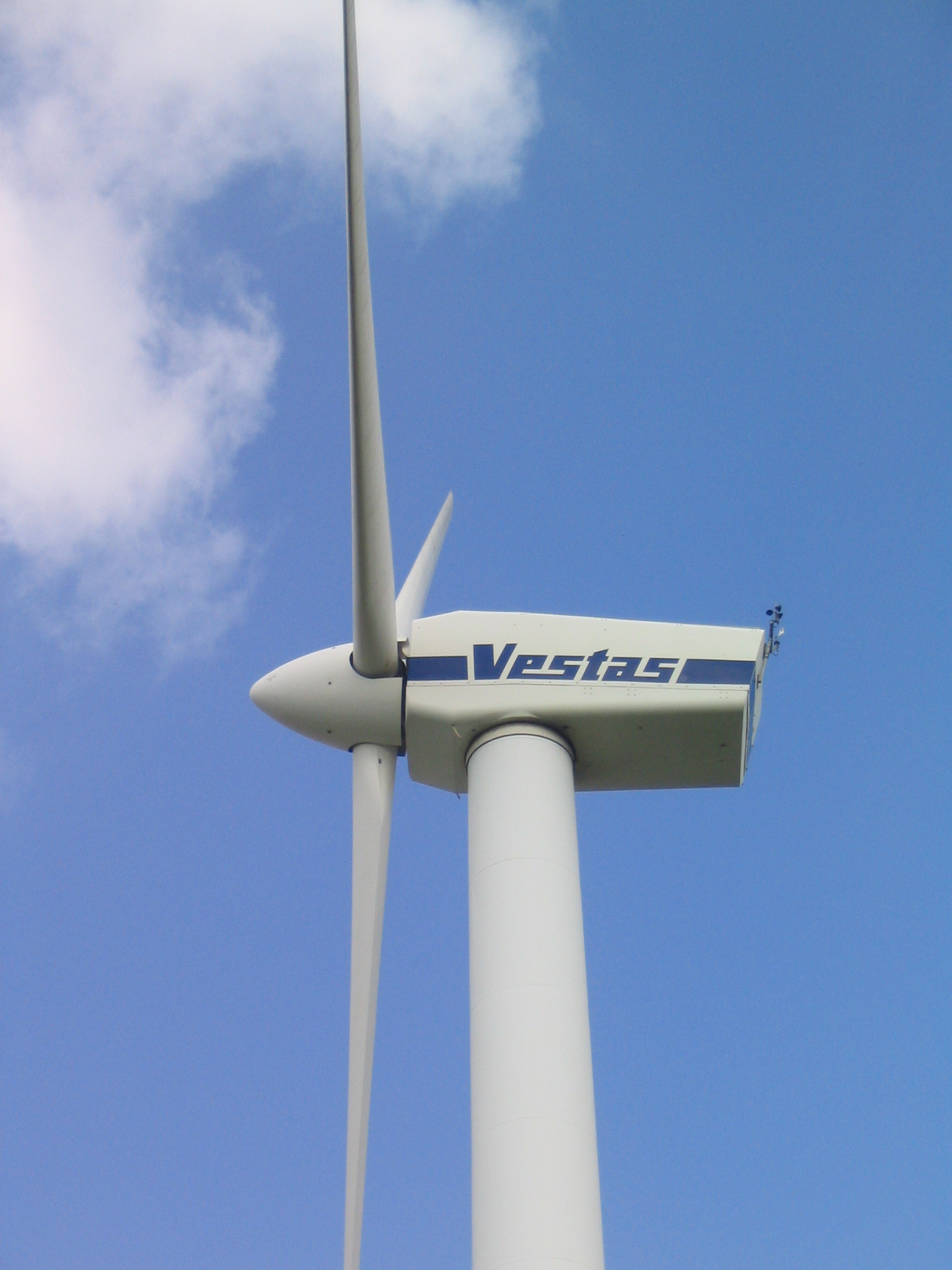
éolienne Vestas
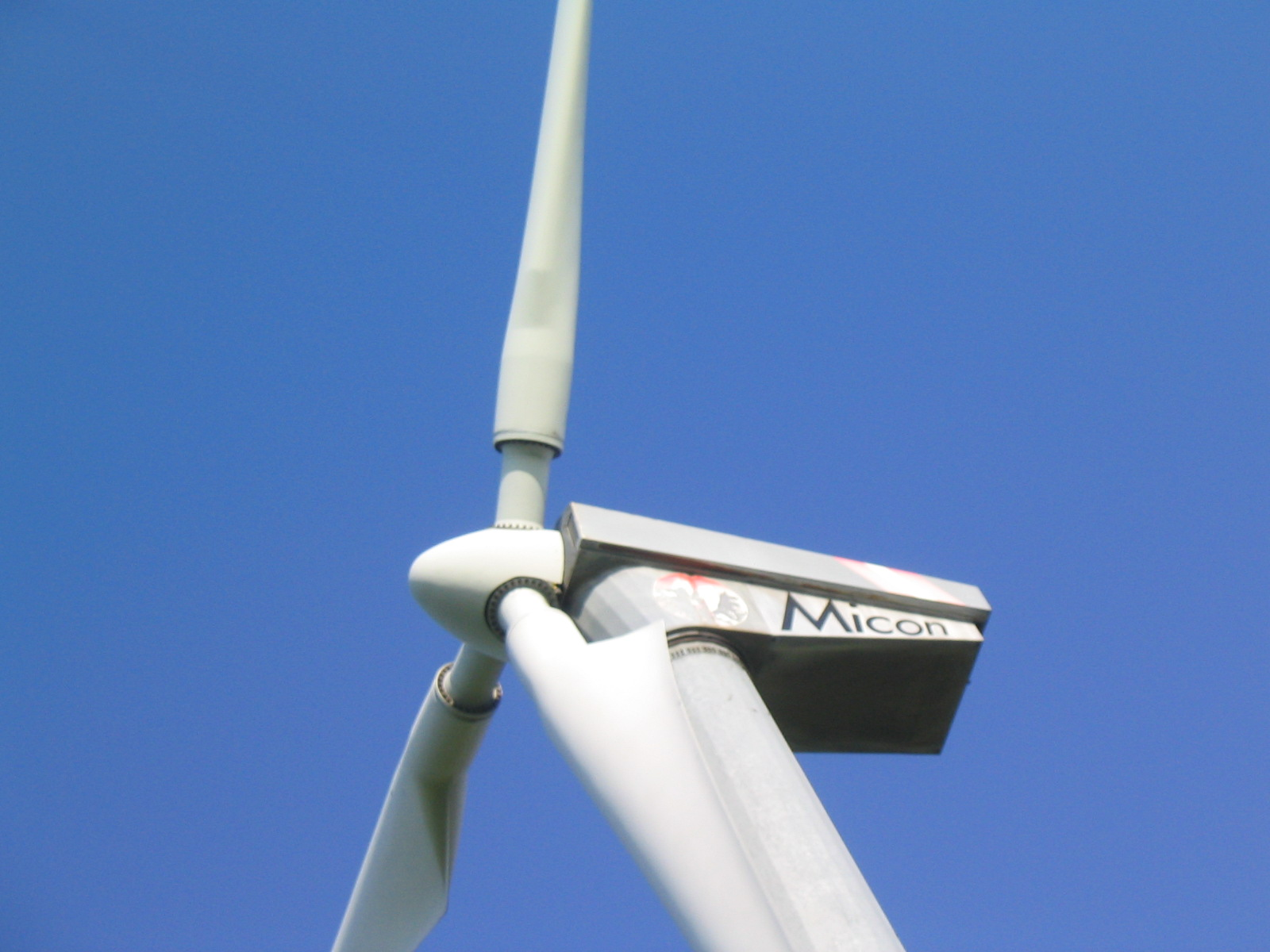
éolienne Micon
- VESTAS V52

## Types d'éoliennes
La Vestas V25, avec un rotor de 25 mètres de diamètre et une puissance de 200 kW, a marqué une étape importante en devenant la première éolienne connectée au réseau en France en 1991. Ensuite, la Vestas V66, dotée d'un rotor de 66 mètres de diamètre, est disponible en versions de 1,65 et 1,75 MW. La Vestas V80, avec un rotor de 80 mètres et une puissance de 2 MW, est l'une des machines les plus vendues par Vestas. La Vestas V90 et la V100 offrent des options avec des rotors de 90 ou 100 mètres de diamètre et des puissances variant de 1,8 à 2 MW selon la version. Plus spécifiquement, la Vestas V90 peut atteindre une puissance de 3 MW. La Vestas V110, quant à elle, dispose d'un rotor de 110 mètres et délivre 2 MW. La Vestas V100, avec son rotor de 100 mètres, propose une puissance de 2,6 MW et est technologiquement très proche de la V90-3MW. Les modèles V105, V112, V117 et V126, tous équipés d'un rotor de 105 à 126 mètres, délivrent une puissance de 3,3 MW. Plus récemment, les modèles V112, V117, V126 et V136, avec des rotors variant de 112 à 136 mètres, ont une puissance de 3,45 MW. La Vestas V150, avec son rotor de 150 mètres, offre une puissance de 4 à 4,2 MW. Enfin, la Vestas V164, avec un rotor de 164 mètres de diamètre et une puissance de 8 MW, était la turbine la plus puissante du monde avant d'être surpassée par la Halliade X. Actuellement en phase de test, elle est spécialement conçue pour l'offshore et a produit son premier kWh en janvier 2014.